# Branka Veselinović
Branka Veselinović, szerbül: Бранка Веселиновић (Óbecse, 1918. szeptember 16. – Belgrád, 2023. február 8.) szerb színésznő, UNICEF nagykövet.

## Életútja
Branka Ćosić néven született 1918. szeptember 16-án Óbecsén Aleksandar Ćosić könyvtáros és Jovanka Monašević tanárnő hatodik gyermekeként. Heten voltak testvérek. Fiatalon megtanult zongorázni és könnyen tudott verseket megtanulni és elmondani.
1936 és 1938 között a belgrádi Nemzeti Színházban tanult színészetet. 19 évesen az újvidéki Szerb Nemzeti Színházban képezte magát, ahol a Charlie nénje című darabban debütált. 1940-ben Belgrádba költözött. 1940 és 1942 között a Művészeti Színházban, 1944 és 1947 között aNemzeti Színházban, 1947 és 1978 között a Jugoszláv Drámai Színházban szerepelt több mint 40 előadásban. 1970-ben feltűnt a Mel Brooks rendezésében készült Tizenkét szék című filmadaptációban.
Összesen több mint száz színpadi előadásban és ötven mozi- és tv-filmes produkcióban szerepelt. 1980-ban a UNICEF nagykövete lett.
Anyanyelvén kívül beszélt oroszul, angolul, németül, csehül, magyarul, szlovénul és macedónul.
1948. szeptember 30-án házasságot kötött Mlađa Veselinović (1915–2012) színésszel, akivel 64 éven át élt együtt házasságban. 2023 február 8-án bekövetkezett haláláig a legidősebb színésznő volt Szerbiában. Élete végéig aktív maradt és játszott.

## Fontosabb filmjei
- Tizenkét szék (The Twelve Chairs) (1970)
- A Mester és Margarita (Il maestro e Margherita) (1972)
- Három nővér (Tri szesztre) (1982, tv-film)
- Ruski car (1993, tv-film)
- Ljubav, navika, panika (2005, tv-sorozat, egy epizódban)
- Seljaci (2006, tv-sorozat, egy epizódban)
- Urgentni centar (2014, tv-sorozat, egy epizódban)

## Fordítás
Ez a szócikk részben vagy egészben  a   Branka Veselinović című angol Wikipédia-szócikk ezen változatának fordításán alapul.  Az eredeti cikk szerkesztőit annak laptörténete sorolja fel. Ez a jelzés csupán a megfogalmazás eredetét és a szerzői jogokat jelzi, nem szolgál a cikkben szereplő információk forrásmegjelöléseként.